# Xanthia fasciata
Xanthia fasciata là một loài bướm đêm trong họ Noctuidae.